# 대중국 의회간 연합체
대중국 의회간 연합체(對中國 議會間 聯合體, 영어: Inter-Parliamentary Alliance on China, IPAC)은 중화인민공화국(이하 중국), 특히 중국 공산당과의 관계에 초점을 맞춘 민주주의 국가 출신 의원들의 국제적, 초당적 연합체이다.
1989년 톈안먼 사건 31주년 기념일인 2020년 6월 4일에 설립되었으며 100명 이상에 달하는 전 세계 민주주의 국가의 의회 의원들로 구성되어 있다. 소속 입법부가 돌아가면서 연합체의 의장직을 맡고 있으며 민주주의 국가들의 중국에 대한 접근 방식 개혁, 무역 안보·인권에 대한 공동 대응을 이끌어내겠다는 취지를 제시한다. 또한 규칙에 기반한 국제 질서 보호, 인권 유지 및 존중, 무역 공정성 촉진, 국가 안보 강화, 국가 통합 수호를 목적으로 한다.

## 소속 의원
- 오스트레일리아: 앤드루 해스티, 킴벌리 키칭
- 벨기에: 사뮈엘 코골라티, 엘스 판 호프
- 캐나다: 가넷 제니스, 존 매케이
- 체코: 파벨 피셰르, 얀 리파프스키
- 덴마크: 카타리나 아미츠뵐, 우페 엘베크
- 유럽 연합: 라인하르트 뷔티코퍼, 미리암 렉스만
- 프랑스: 이자벨 플로렌, 앙드레 가톨랭
- 독일: 마르가레테 바우제, 미하엘 브란트
- 아일랜드: 맬컴 번, 배리 워드
- 이탈리아: 루초 말란, 로베르토 람피
- 일본: 야마오 시오리, 나카타니 겐
- 리투아니아: 만타스 아도메나스, 도빌레 샤칼리에네
- 네덜란드: 마르테인 판 헬버르트, 헹크 크롤
- 뉴질랜드: 사이먼 오코너, 루이자 월
- 노르웨이: 트리네 셰이 그라네, 미카엘 테츠슈네르
- 스웨덴: 엘리사베트 란, 프레드리크 말름
- 스위스: 파비안 몰리나, 이브 니데거
- 우간다: 루시 아켈로, 토머스 타예브와
- 영국: 이언 덩컨 스미스, 헬레나 케네디
- 미국: 밥 메넨데스, 마코 루비오

## 같이 보기
- 중화인민공화국의 인권